# سعد غلاب (عزبة)
عزبة سعد غلاّب، عزبة تابعة لقرية العجوزين، التابعة لمركز دسوق، التابع لمحافظة كفر الشيخ في جمهورية مصر العربية.